# Ilybius ovalis
Ilybius ovalis är en skalbaggsart som beskrevs av Gschwendtner 1934. Ilybius ovalis ingår i släktet Ilybius och familjen dykare. Inga underarter finns listade i Catalogue of Life.